# Alice Malhiot
Alice Charlotte Malhiot est une ingénieure civile et architecte canadienne, née le 13 août 1889 et morte le 10 juin 1968 à Edmonton.
Elle est considérée comme la première femme canadienne à avoir obtenu un diplôme d'une école d'architecture.

## Biographie
Fille de Zephirin Malhiot, ingénieur civil qui a travaillé pour les chemins de fer de l'ouest du Canada, et de Domiltide « Tilly » Hart , elle est née dans l'est de l'Ontario. Dès l'âge de 17 ans elle dit porter un intérêt à l’architecture. Elle a obtenu un diplôme en architecture de l'École de design de Rhode Island en 1910. Elle retourne ensuite à Calgary, où elle travaille pour le cabinet d'architecture Lang & Major jusqu'en 1913. En 1911, elle s'inscrit au Département d'architecture de l'Université de l'Alberta, où elle est formée par l'architecte Cecil Burgess. Il a été rapporté qu'elle était la première femme à être diplômée d'une école d'architecture canadienne en 1914, mais il a été déterminé plus tard qu'elle n'avait jamais fini son cursus en ne validant qu'un seul cours.
Des suites du déclin économique, Malhiot n'a pu trouver un emploi que comme commise puis sténographe. En 1917, elle épouse Hugh Ross, un marchand de bois. Elle a travaillé de chez elle à Duffield, préparant des plans pour des bâtiments pour l'entreprise de son mari. Après le décès de son mari en 1944, elle travaille pour une entreprise de construction d'Edmonton qui conçoit des maisons individuelles dans le cadre d'un programme de reconstruction d'après-guerre. Après son diplôme elle décide de s’inscrire au Providence College, dans le Rhode Island, pour y effectuer des études supérieures, et a suivi des cours de design d’intérieur, de paysage et d'urbanisme.
En 1948, elle fonde l'entreprise Ross Home Plans. Elle propose à ses clients des brochures dans lesquels ils peuvent choisir différentes options afin que le projet puisse correspondre au mieux à leurs besoins.
Elle meurt le 10 juin 1968 à l'âge de 78 ans dans la ville d'Edmonton.